# Aviatik
Automobil und Aviatik AG или Aviatik  — ныне не существующая немецкая авиастроительная компания периода Первой мировой войны.
В 1916 году основала дочернее предприятие в Вене Österreichisch-Ungarische Flugzeugfabrik Aviatik, выпускавшее в том числе и самолёты собственной разработки, (например, D.I).
В связи с ограничениями Версальского договора, запрещавшим Германии иметь боевую авиацию, закрыта в 1919 году.

## История

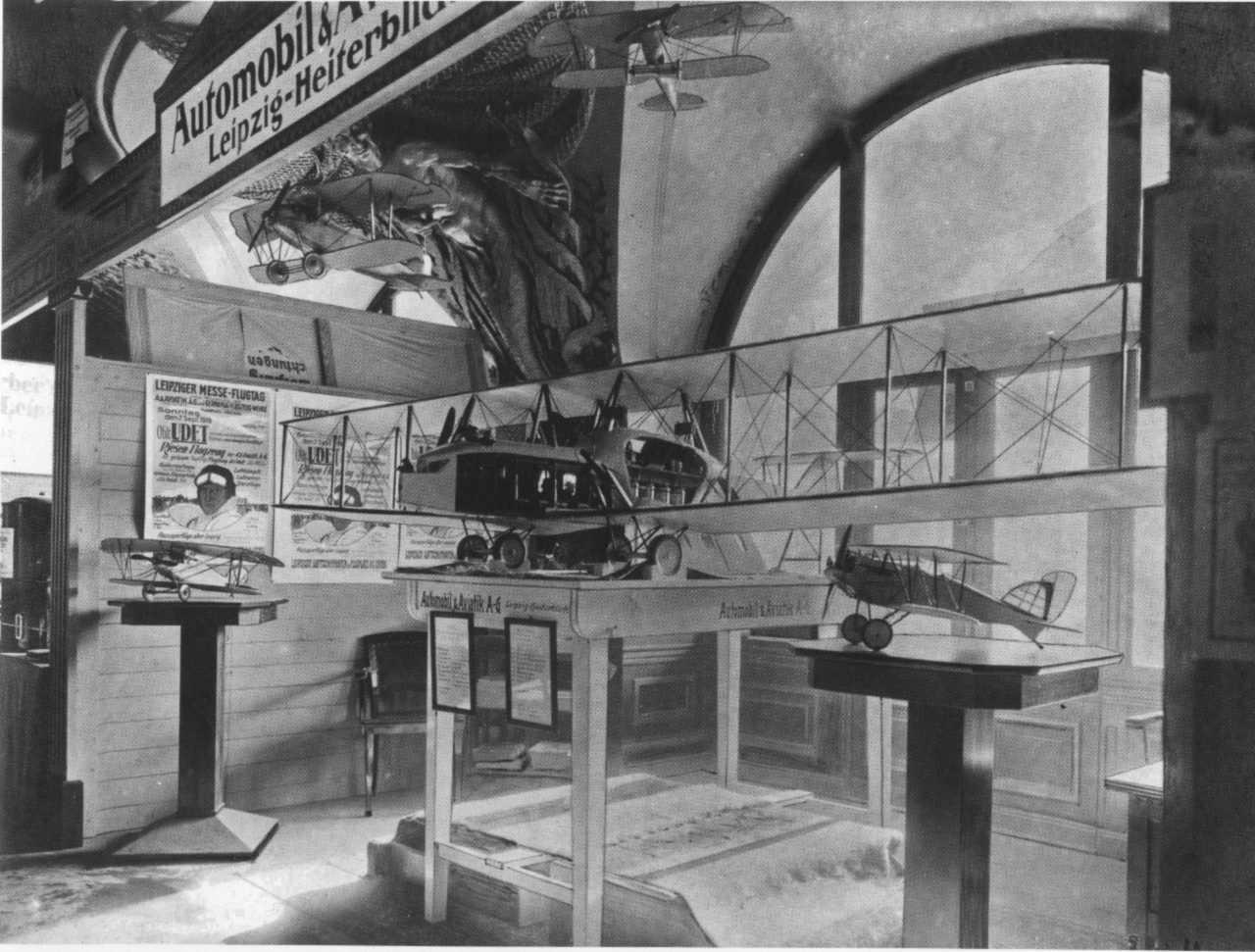
Стенд компании Aviatik на Лейпцигской ярмарке 1919 год

Компания, была основана в декабре 1909 года в результате объединения принадлежавшей эльзасцу Жоржу Шателю Fahrrad und Automobilfabrik и Aviatik GmbH, находившейся в совместном владении Шателя и его компаньона Анри Жаннена.. Её завод, располагавшийся в на тот момент ещё немецком Мюльхаузен-Бурцвайлере начал свою деятельность с лицензионного выпуска французских самолётов; монопланов Hanriot и бипланов с толкающим винтом Farman. Кроме завода, в её владении имелась собственная авиашкола в городе Хабсхайм.
В декабре 1910 года Aviatik поставил немецким ВВС первый самолёт (биплан Aviatik-Farman), и в течение последующих двух лет — ещё  14 (12 бипланов и 2 моноплана). В следующем году было открыто представительство в пригороде Берлина Йоханнистале.
С 1912 года на фабрике выпускались самолёты собственной разработанные её главным конструктором швейцарцем Робертом Вильдом.
Заказ ВВС на 1913 год составил 101 самолёт Aviatik, больше чем у других компаний. Кроме того, они экспортировались и строились иностранными фирмами по лицензии (австрийская Weiser & Sohn, итальянская SAML, русская Анатра). В Австро-Венгрии также была основана компания Oesterreichisch-Ungarische Flugzeugfabrik Aviatik (Österreichische Aviatik), выпускавшая авиатехнику под такой же маркой.
Перед началом Первой мировой войны основной продукцией Aviatik были многоцелевые невооружённые бипланы категории B (B.I и B.II). В связи с угрозой возможного французского наступления, к 1 августа 1914 года завод был эвакуирован подальше от границы, во Фрайбург (и опасения были не напрасны: 12 августа Жорж Шатель погиб, попав под артобстрел во время битвы при Мюльхаузене). Затем, в июне 1916 года завод вновь переезжает в новые помещения, расположенные в лейпцигском районе Хайтерблик.. Вслед за ним путешествует и авиашкола, последняя её остановка — Борк под Берлином.
Численность персонала завода на 1914 год — 200 человек; во время пребывания во Фрайбурге — 700, и к концу войны около 1600. С конвейера самолёты отправляются на аэродром Лейпциг-Моккау.
В конце войны «Авиатик» выпускает по лицензии некоторые типы самолётов, разработанных другими фирмами, (в т. ч. в 1917 году 800 DFW C.V под названием Aviatik C.VI), бомбардировщики G-класса (Gotha G.VII). Имеется и некоторое количество собственных разработок, от разведчиков и истребителей, до тяжёлых бомбардировщиков R-класса.
По итогам войны, 28 июня 1919 года Германия подписала Версальского договора, среди статей которого был запрет иметь боевую авиацию. В том же году компания закрылась.

## Продукция фирмы

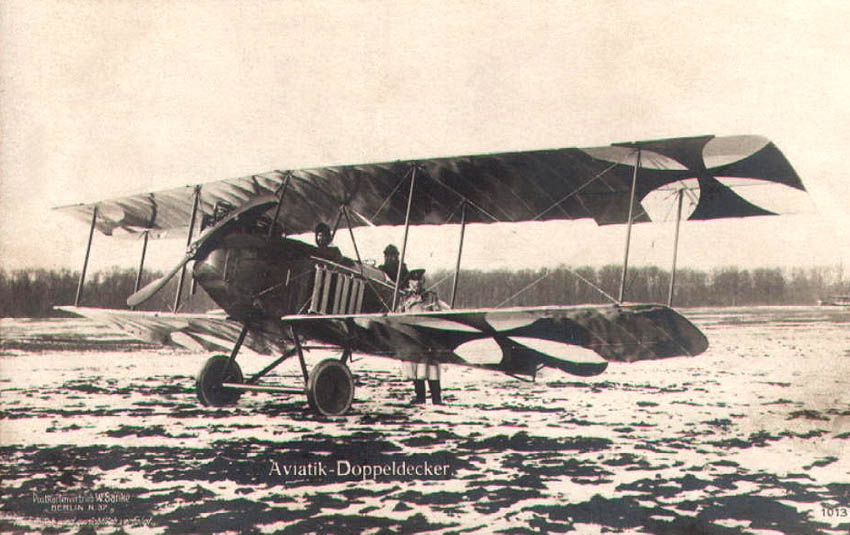
Aviatik B.I (P15)

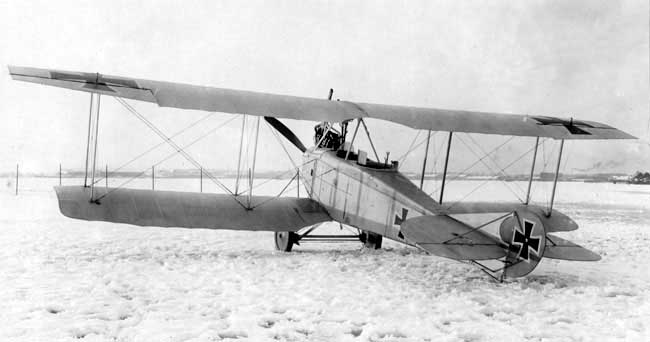
Aviatik C.I.

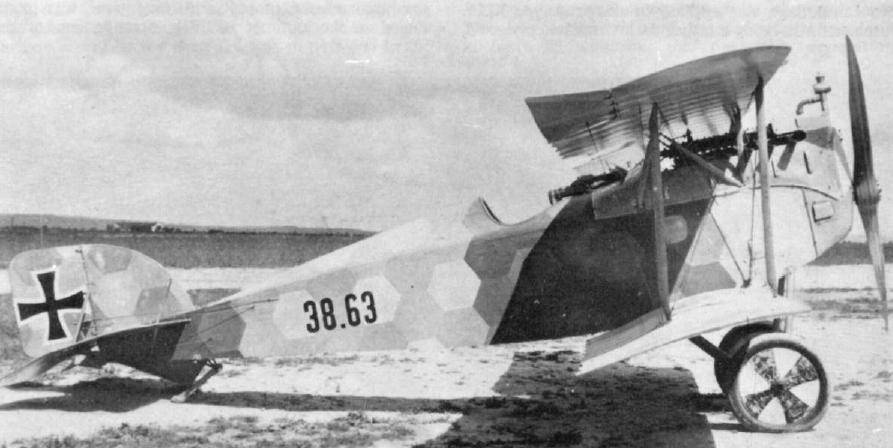
Aviatik D.I.

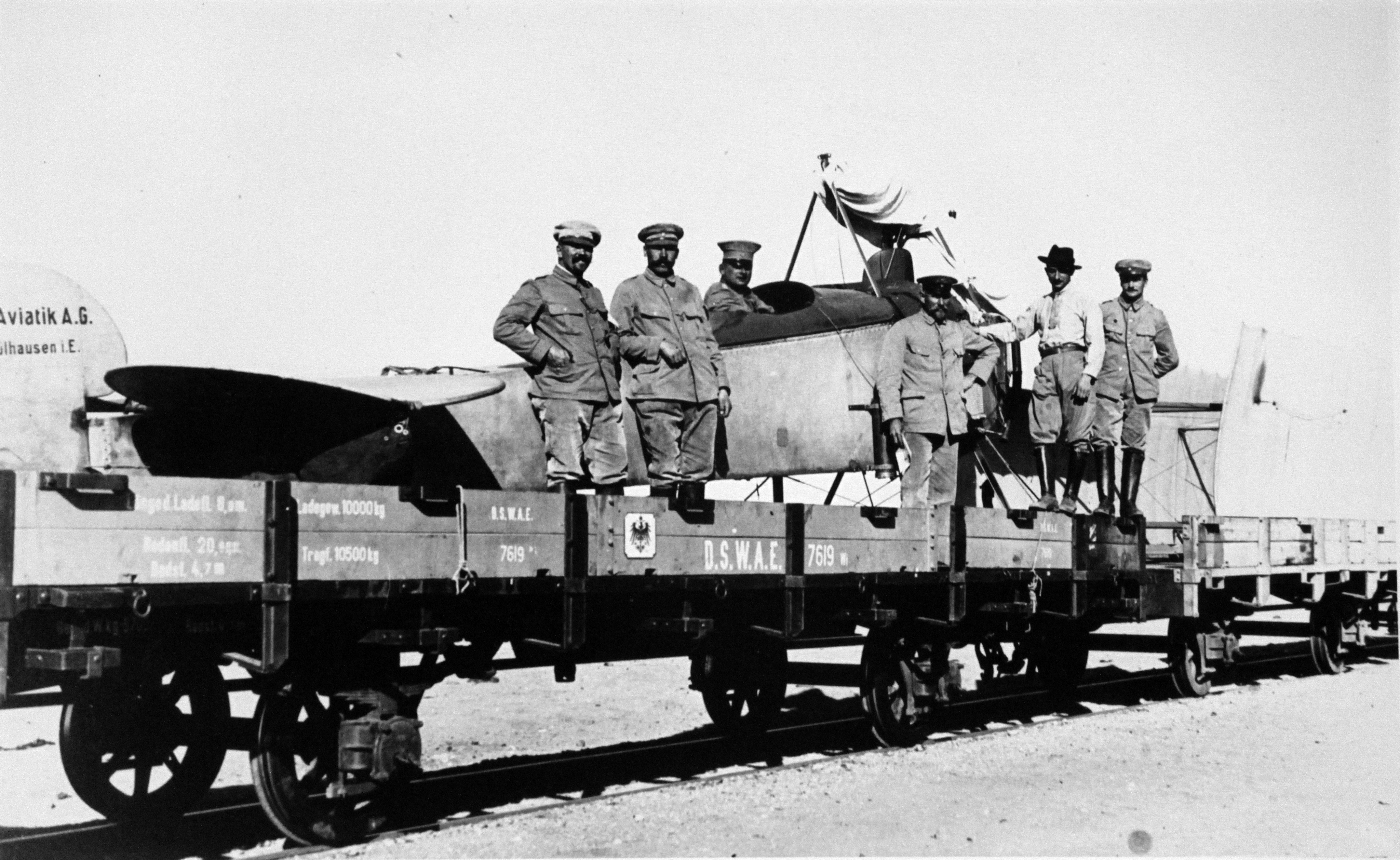
Биплан Aviatik, транспортируемый по железной дороге в Немецкой Юго-Западной Африке, около 1914 года (см. название компании на его вертикальном оперении, слева)

### Самолёты класса B
(двухместные невооружённые разведчики — по номенклатуре Idflieg — германского Инспектората авиации)
- 1914: Aviatik B.I (P.15B)
- 1914: Aviatik B.II (P.15A)
- Aviatik B.III

### Класс C
(двухместные разведывательные самолёты с бортстрелком; позже вооружённые и синхронизированными пулемётами. Индекс употребляется с апреля 1915 года)
- 1915: Aviatik C.I (P.25)
- 1915: Aviatik C.II
- 1915: Aviatik C.III
- 1916: Aviatik C.V
- 1916: Aviatik C.VI – лицензионный DFW C.V
- 1917: Aviatik C.VIII
- 1918: Aviatik C.IX

### Класс D
(doppeldecker — биплан; также с конца 1918 года обозначение одноместных истребителей любого типа)
- 1916: Aviatik D.II
- 1917: Aviatik D.III
- 1918: Aviatik D.VI
- 1918: Aviatik D.VII